# Союз-2
«Союз-2» — беспилотный космический корабль серии «Союз». Запуск произведён для выполнения стыковки с пилотируемым космическим кораблём «Союз-3». Задача полёта не была выполнена.

## Основные сведения
Ввиду принятой в СССР секретности до этого полёта все беспилотные отработочные полёты кораблей «Союз» именовались спутниками «Космос-133», «Космос-186» и т. д. Первоначально наименование «Союз-2» было зарезервировано для пилотируемого корабля, целью которого была стыковка в апреле 1967 года с другим пилотируемым кораблём — «Союз-1». Но после выхода «Союза-1» на орбиту выявился ряд неисправностей (не раскрылась одна из двух панелей солнечных батарей, корабль стал испытывать дефицит электроэнергии), поэтому полёт «Союза-2» был отменён. Неофициально отменённый полёт стал носить условное название «Союз-2А», а название «Союз-2» было дано этому беспилотному кораблю, который должен был участвовать в стыковке со следующим пилотируемым кораблём серии. Если бы «Союз-2» стартовал по плану с космонавтами, то вслед за Комаровым погибли бы Быковский, Хрунов и Елисеев, поскольку второй «Союз» имел те же проблемы с парашютной системой, что и первый.
Беспилотный «Союз-2», стартовавший 25 октября 1968 года, совершал совместный полёт с запущенным днём позже пилотируемым «Союз-3». Оба корабля, в автоматическом режиме получая команды от наземного ЦУПа, сблизились на расстояние в 200 метров. Затем космонавт «Союза-3» Георгий Береговой в ручном режиме произвёл три неудачных попытки стыковки. Сближение кораблей при этом достигало 1 метра. Из-за недостатка топлива космонавт был вынужден прекратить попытки стыковки.
После этого двигательная установка «Союза-2» выдала тормозной импульс, и 28 октября 1968 года спускаемый аппарат корабля произвёл посадку в 5 километрах от расчётной точки.

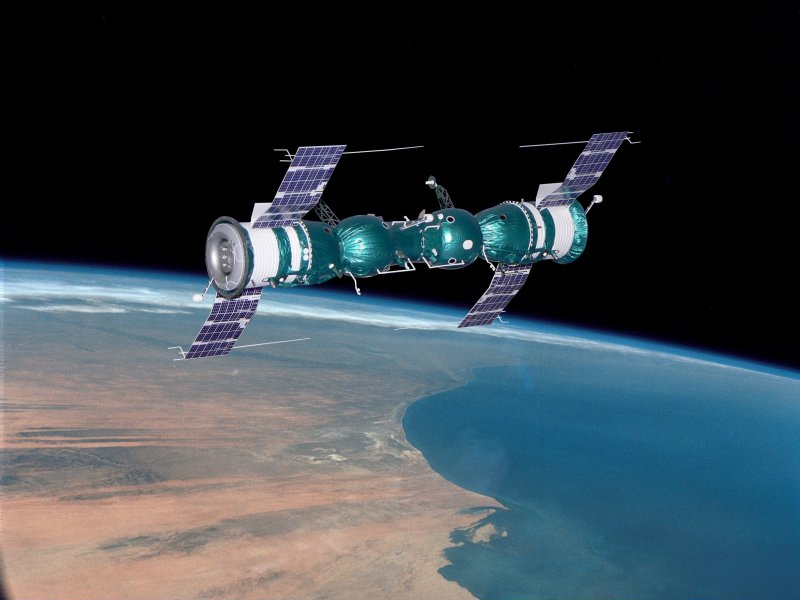
Рисунок художника, стыковка кораблей «Союз-4» и «Союз-5» 16 января 1969 года. Так же должны были выглядеть корабли «Союз-2» и «Союз-3» после успешной стыковки